# ويليام براون كوبر
ويليام براون كوبر (بالإنجليزية: William Brown Cooper)‏ هو رسام أمريكي، ولد في 1811 في كارثاغ في الولايات المتحدة، وتوفي في 1900.